# Lars Hejll
Lars "Lasse" Peter Hejll, född den 22 november 1947  i Helsingborg, är en svensk fotograf och bildkonstnär. Han är mest känd för sin produktion av affischer (politiska sådana och till olika evenemang, som exempelvis konserter och festivaler) och skivomslag (åt bland andra Mikael Wiehe, Björn Afzelius, Jan Hammarlund och Peps Persson).
Hejll har även som fotograf tillsammans med Lars Åberg producerat böckerna Kluven tunga. Indianerna i 70-talets USA 1977 (ISBN 91-37-06660-9) och Härifrån till verkligheten. Samtal och bilder om framtiden 1983 (ISBN 91-38-90265-6). Han är också känd som en av iniativtagarna till Folkfesten i Malmö, som han även gjorde affischerna åt.